# Tecnica di Six

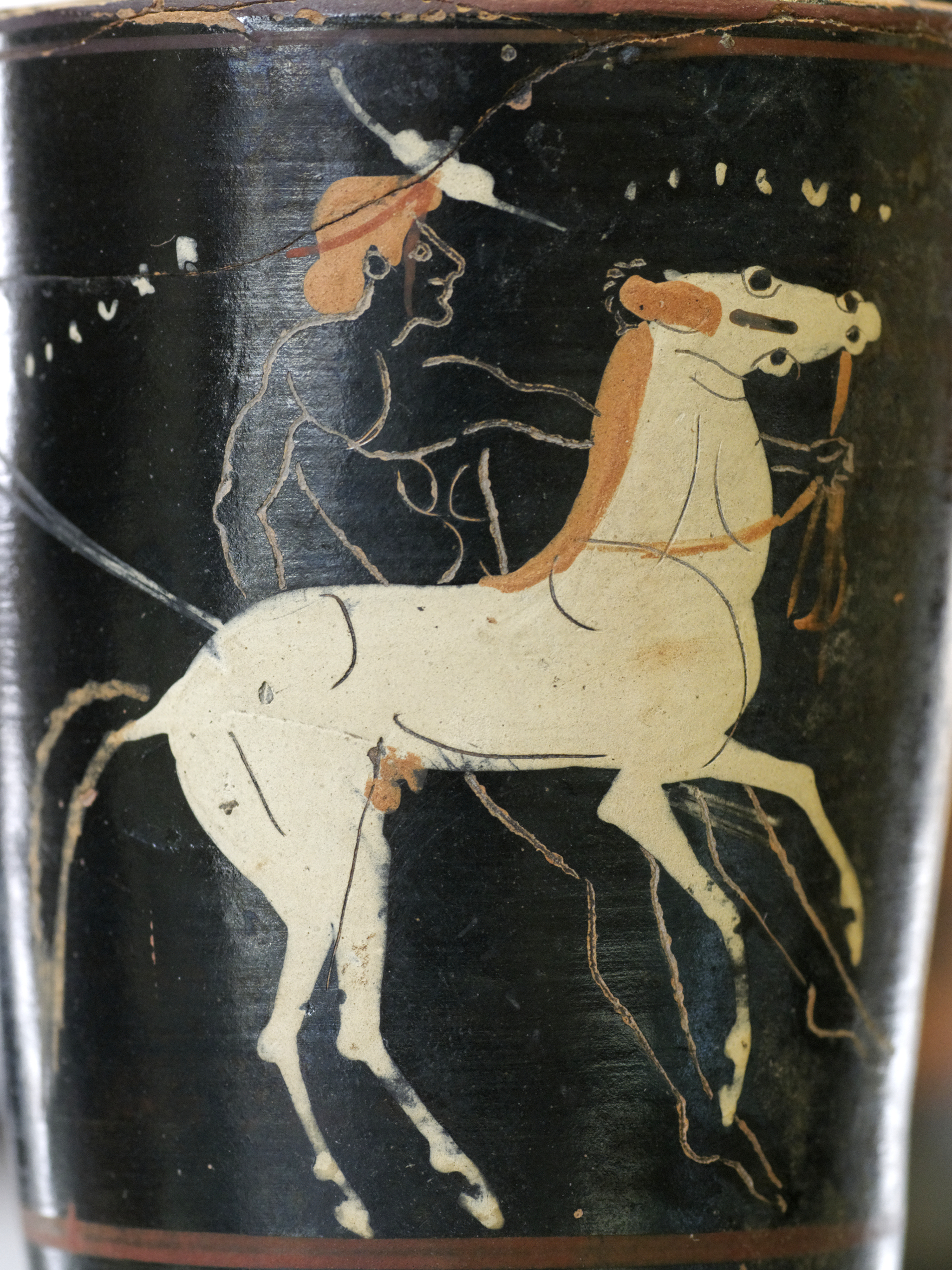
Lekythos con la tecnica di Six, Cabinet des médailles, Parigi, (De Ridder 493)

La tecnica di Six era una tecnica usata dai primi pittori di vasi attici a figure nere descritti dallo studioso danese Jan Six  nel 1888. Essa prevede la stesura delle figure in bianco o rosso su una superficie nera, incidendo poi i dettagli in modo che il nero traspaia attraverso l'incisione. Veniva usata in modo regolare per la decorazione dell'intero vaso, piuttosto che per i dettagli come succedeva per la precedente pratica, circa 530 a.C. L'effetto è simile alla figure rosse. L'officina di Nicostene, Psiax e il pittore Diosphos furono tra i primi ad usare la tecnica che restò in auge fino alla metà del V sec. quando essa può essere osservata soltanto su un piccolo numero di oinochoe nell'officina del pittore Haimon.

## Fonti
- (EN) Jan Six. Una rara tecnica del vaso, Rivista per gli studi ellenici 30, pp 323–326